# Иван Сеченов
Иван Михайлович Сеченов (на руски: Ива́н Миха́йлович Се́ченов) е известен руски физиолог. В своя класически труд „Рефлекси на главния мозък“ обосновава рефлекторната природа на съзнателната и несъзнателната дейност и доказва, че в основата на всички психически явления лежат физиологическите процеси. И. П. Павлов го нарича „баща на руската физиология“.